# 哈夫里利夫卡 (巴爾文科沃市鎮)
哈夫里利夫卡（烏克蘭語：Гаврилівка）是位於烏克蘭東部的村莊，由哈爾科夫州伊久姆區的巴爾文科沃市鎮負責管轄。該村始建於1923年，面積0.6平方公里，海拔高度161米，2001年人口835，人口密度每平方公里1,394人。